# Les Champis
Pour l’article homonyme, voir Champis.
Les Champis sont un sommet du massif des Vosges culminant à 1 202 mètres d'altitude dans la commune de La Bresse dans le département des Vosges.
Sa partie haute, relativement plate, a permis l'implantation d'une chaume au-dessus de la vallée de la Moselotte sur l'actuel domaine skiable nordique de La Bresse Lispach. Il offre un point de vue remarquable sur les sommets du Rainkopf, Rothenbachkopf et Batteriekopf.